# Petter Hugsted
Alf Petter Hugsted (Kongsberg, 11 luglio 1921 – Kongsberg, 19 maggio 2000) è stato un saltatore con gli sci norvegese.

## Palmarès
Olimpiadi
- 1 medaglia:
  - 1 oro (salto con gli sci a St. Moritz 1948)